# Raičó Hiracuka
Raičó Hiracuka (japonsky 平塚 らいちょう, Hiracuka Raičó, rozená Haru Hiracuka japonsky 平塚 明, Hiracuka Haru; 10. února 1886 Tokio – 24. května 1971) byla japonská spisovatelka, novinářka, politická aktivistka, anarchistka a průkopnice feminismu v Japonsku.

## Životopis
Narodila se v Tokiu v roce 1886 jako druhá dcera vysoce postaveného úředníka. V roce 1903 vystudovala Japonskou ženskou univerzitu (日本女子大学). Byla ovlivněna soudobými proudy evropské filozofie i zenového buddhismu, který oddaně praktikovala. Zvláštní vliv na ni měla švédská feministická spisovatelka z přelomu století Ellen Key, jejíž některá díla přeložila do japonštiny, a individualistická hrdinka z románu Domeček pro panenky (1879) od Henrika Ibsena. Hiracuka se během svého působení na Japonské ženské univerzitě zajímala také o díla Barucha Spinozy, Mistra Eckharta a G. W. F. Hegela. V roce 1908 se v horách Nasušiobara v prefektuře Točigi pokusila o dvojitou sebevraždu se svým učitelem, ženatým spisovatelem Sóheiem Moritou, žákem spisovatele Sósekiho Nacumeho. Dvojice byla nalezena živá v horách, ale pokus o sebevraždu tak vzdělaného páru vzbudil kritiku široké veřejnosti.
Po dokončení studia na univerzitě Hiracuka nastoupila na Ženskou anglickou školu Narumi, kde v roce 1911 založila první japonský ženský literární časopis Seitó (青鞜, v překladu: Modrá punčocha). První číslo zahájila slovy: „Na počátku byla žena sluncem“ (「元始、女性は太陽であった」) – odkaz na šintoistickou bohyni slunce Amaterasu, legendární předkyni japonského císařského rodu, a na duchovní nezávislost, kterou ženy ztratily. Přijala pseudonym Raičó („Hromový pták“), začala vyzývat k ženské duchovní revoluci a během prvních několika let se zaměření časopisu přesunulo od literatury k ženským otázkám, včetně otevřených diskusí o ženské sexualitě, cudnosti a interupcích. Mezi přispěvateli byla mimo jiné známá básnířka a zastánkyně ženských práv Akiko Josano.
Přesto, že byli Japonci vystaveni myšlenkám moderního feminismu, zvláště kvůli jejich popírání a vyvracení japonskými médii, většina jim nepřikládala zvláštní váhu a myslela si, že se Hiracuka a její přítelkyně jen pokoušejí ukrást okamžik slávy v dějinách. Japonský mainstreamový tisk šířil přehnané historky o jejích milostných aférách a nonkonformismu, které obrátily veřejné mínění proti časopisu a přiměly Hiracuku, aby publikovala několik ostrých obhajob jejích ideálů. Ve své eseji „Ženám světa” (「世の婦人たちに」) z dubna 1913 odmítla konvenční roli ženy jako rjósai kenbo (良妻賢母, Poslušná žena, moudrá manželka): „Zajímalo by mě, kolik žen kvůli finančnímu zajištění svého života vstoupilo do manželství bez lásky, aby se staly celoživotními služkami a prostitutkami jednoho muže.“ Tento nonkonformismus postavil časopis Seitó nejen proti společnosti, ale i proti státu a přispěl k cenzuře ženských časopisů, které „narušovaly veřejný pořádek“ nebo přinášely „západní představy o ženách“ neslučitelné s Japonskem.
Časopis zanikl v roce 1915, ale ne dříve, než se jeho zakladatelka stala vůdčí osobností japonského ženského hnutí. Mezitím v roce 1914 začala Hiracuka otevřeně žít se svým mladším milencem, umělcem Hirošim Okumurou, s nímž měla dvě nemanželské děti a nakonec se za něj v roce 1941 provdala.

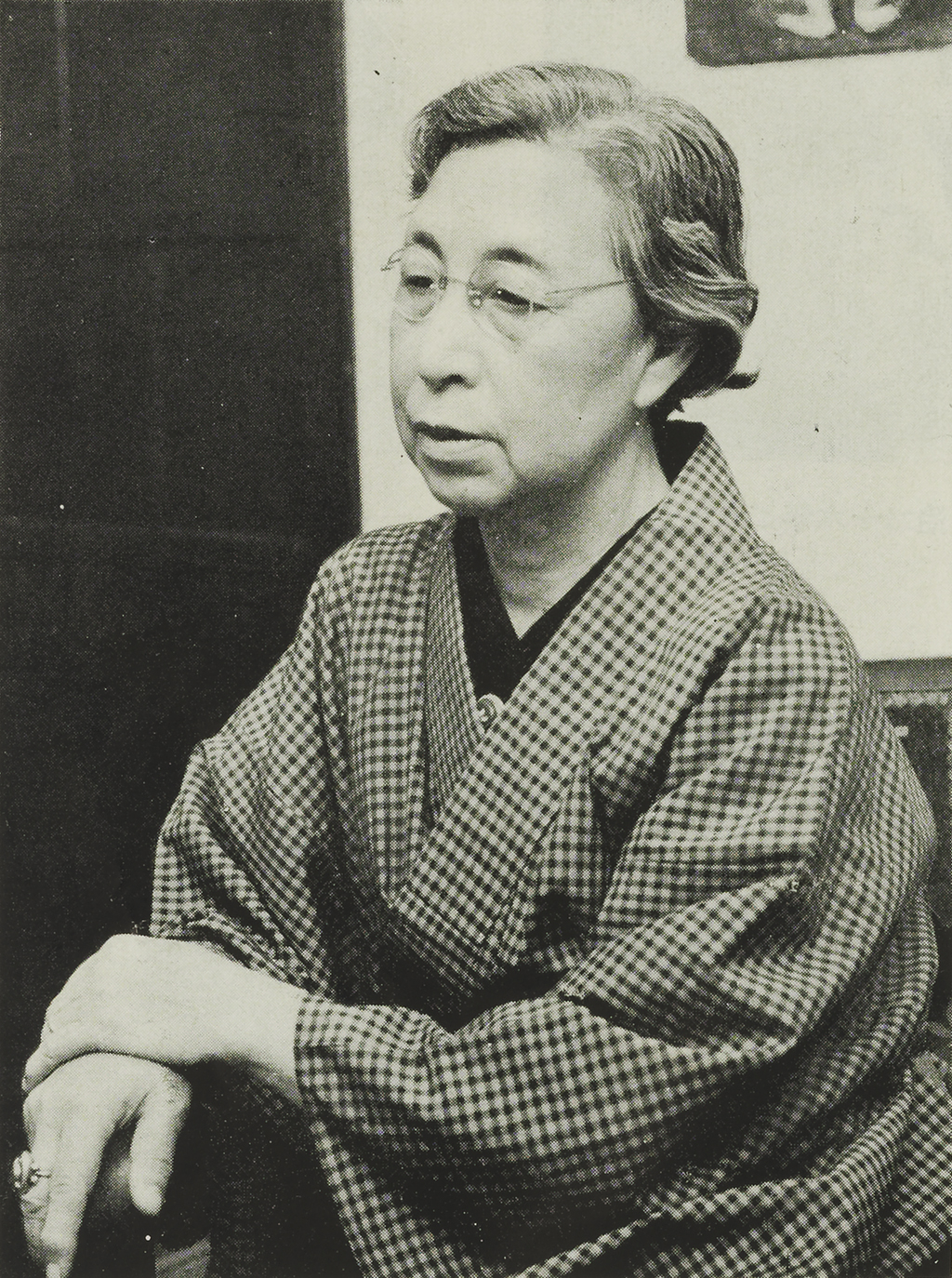
Raičó Hiracuka v roce 1955

V letech 1918–1919 začala Akiko Josano zdůrazňovat význam finanční nezávislosti žen v souvislosti s rychlým rozvojem kapitalismu v Japonsku po skončení první světové války. Josano striktně odmítala jakoukoliv myšlenku na podporu žen ze strany státu a propagovala názor, že nezávislost je klíčem k ženské emancipaci. Jelikož byla Hiracuka ovlivněna argumentací Ellen Key kladoucí důraz na mateřství, a zároveň byla matkou dvou dětí, argumentovala, že úplná nezávislost pro většinu žen není v takové míře samostatnosti realizovatelná. Zejména to platilo pro svobodné ženy, jejichž platy byly tak nízké, že se z většinou nebylo možné samostatně uživit. Hiracuka zastávala názor, že by měl matky během těhotenství, porodu a těsně po narození dítěte podporovat stát. Do této debaty se následně zapojily i Kikue Jamakawa a Waka Jamada a vzniklo z ní velké společenské hnutí známé jako Debata o ochraně mateřství (母性保護論争, Bosei hogo ronsó).
V roce 1920, po vyšetřování podmínek dělnic v textilních továrnách v Nagoji, které ještě více posílilo její politické odhodlání, založila Hiracuka spolu s další aktivistkou za práva žen Fusae Ičikawou Asociaci nových japonských žen (新婦人協会, Šin fudžin kjókai). Zejména díky úsilí této organizace byl v roce 1922 zrušen 5. článek Zákona o veřejném pořádku, který v roce 1900 zakazoval ženám vstupovat do politických organizací a pořádat politická shromáždění nebo se jich účastnit. Volební právo žen však zůstávalo v Japonsku stále nedosažitelné. Další a kontroverznější kampaň se snažila zakázat mužům s pohlavní chorobou uzavírat manželství. Tato neúspěšná kampaň zůstává kontroverzním bodem kariéry Hiracuky, neboť se v ní spojila s eugenickým hnutím a tvrdila, že šíření pohlavních chorob má škodlivý vliv na japonskou „rasu“.
Ve 30. letech se Hiracuka připojila k družstevnímu hnutí, protože dospěla k závěru, že to bude nejlepší možnost, jak zapojit co největší počet lidí do hlavního cíle, kterým je sociální reforma. V následujících letech se však Hiracuka poněkud stáhla z očí veřejnosti, protože ji tížily dluhy a jejího milence zdravotní problémy, přesto nadále psala a přednášela. V poválečných letech se opět vynořila jako veřejná osobnost prostřednictvím mírového hnutí. V roce 1950, den po vypuknutí korejské války, odcestovala do Spojených států spolu se spisovatelkou a aktivistkou Jaeko Nogami a dalšími třemi členkami Japonského ženského hnutí (婦人運動家), aby americkému ministru zahraničí Deanu Achesonovi předložila žádost o vytvoření systému, v němž by Japonsko mohlo zůstat neutrální a pacifistické. Hiracuka se i v poválečném období zasazovala o práva žen. V roce 1963 spolu s Nogami a známou umělkyní Čihiro Iwasaki založila Novou japonskou ženskou asociaci (新日本婦人の会) a až do své smrti v roce 1971 psala a přednášela. 

## Odkaz
Ačkoli její kariéra politické aktivistky trvala mnoho desetiletí, Hiracuka je připomínána především díky svému vedení skupiny Seitó (Spolek modrých punčoch). Jako vůdčí osobnost ženského hnutí v Japonsku na počátku dvacátého století byla velmi vlivnou osobností, jejímiž stoupenkyněmi byly jak průkopnice korejské feministické literatury Na Hje-sok, která v době největšího rozkvětu Seitó studovala v Tokiu, tak anarchistka a sociální kritička Noe Itó, jejíž členství v organizaci Seitó vyvolávalo kontroverze. Její poválečná organizace Nové japonské sdružení žen je aktivní dodnes.
Dne 10. února 2014 vydal Google doodle k 128. narozeniny Raičó Hiracuky.